# Ronald Algie
Ronald Macmillan Algie, né le 22 octobre 1888 à Wyndham et mort le 23 juillet 1978 à Auckland, est un homme politique néo-zélandais.

## Biographie
Fils d'un responsable de bureau de poste, il obtient un Master de Droit de l'université d'Auckland en 1915, et devient en 1920, à l'âge de 30 ans, le premier professeur d'université de Droit à Auckland. En 1937 il démissionne pour prendre la direction de l'Association provinciale d'Auckland pour la Liberté, initiée par des entreprises pour mener campagne avec véhémence contre le gouvernement du Premier ministre Michael Savage, le premier gouvernement travailliste de l'histoire du pays. Sous la direction de Ronald Algie, cette organisation devient un organe de campagne du Parti national, et Ronald Algie est élu député de ce parti pour la circonscription de Remuera en 1943. Érudit, plein d'esprit, il s'avère particulièrement doué pour les débats parlementaires, bien que toujours courtois.
Le Parti national remporte les élections de 1949, et Ronald Agie est nommé ministre de l'Éducation dans le gouvernement de Sidney Holland. Il met en application les projets du gouvernement travailliste sortant pour bâtir de nombreuses nouvelles écoles et recruter de nombreux professeurs des écoles. En 1951, il est fait ministre des Télécommunications, et ministre de la Recherche scientifique et industrielle. Il autorise le projet de création d'un institut de formation technique à Auckland, et soutient activement l'expansion des programmes de recherche néo-zélandais en Antarctique, ce qui aboutit à la création de la base antarctique Scott.
Député d'opposition face au gouvernement travailliste de Walter Nash de décembre 1957 à décembre 1960, il est élu président de la Chambre des représentants à l'issue des élections de 1960. Connaissant bien la Constitution de la Nouvelle-Zélande, il est reconnu comme un très bon président de la Chambre, et est fait chevalier en 1964. Dans l'exercice de la présidence, il veille notamment à maintenir la courtoisie des débats parlementaires. Il démissionne en 1966, et meurt douze ans plus tard à l'âge de 89 ans.